# Resolution 1962 des UN-Sicherheitsrates
Die Resolution 1962 des UN-Sicherheitsrates ist eine Resolution, die der Sicherheitsrat der Vereinten Nationen am 20. Dezember 2010 einstimmig beschloss. Sie beschäftigt sich mit der Situation in der Regierungskrise in der Elfenbeinküste.
Beschlossen wurde unter anderem eine Aufstockung der Opération des Nations Unies en Côte d’Ivoire (ONUCI) um 500 Mann auf knapp 10.000. Die aus der liberianischen UN-Mission UNMIL verlegten UN-Truppen bleiben ebenfalls in der Elfenbeinküste. Außerdem wird der Zeitrahmen der Operation um ein halbes Jahr, bis zum 30. Juni 2011, verlängert.
Die Resolution 1962 bezieht sich auf die Resolution 1528 (2004), die Resolution 1609 (2005), die Resolution 1880 (2009) und schließlich Resolution 1933 (2010) die sich ebenfalls mit der Truppenstärke und dem Zeitrahmen von ONUCI befassen. Die Resolution 1609 koordinierte die Mission mit den französischen Streitkräften der Opération Licorne im Land.